# 국정연설
국정연설(State of the Union Address, 國政演說), 또는 연두교서(年頭敎書)는 미국의 대통령이 연두(年頭)에 국가의 전반적 상황을 분석 요약하여 기본 정책을 설명하고 필요로 하는 입법을 요청하는 교서이다. 대통령은 의회에서 서한이나 구두로 교서를 대외에 선포한다.

## 같이 보기
- 영국 의회 개회식